# دانش مشترک
دانش مشترک دانشی است که همه یا تقریباً همه افراد جامعه مورد نظر آن را می‌دانند. دانش مشترک به موضوع خاصی مثلاً علوم تجربی یا تاریخ مربوط نیست، بلکه دانش مشترک می‌تواند در مورد طیف گسترده‌ای از موضوعات از جمله علوم تجربی، ادبیات، تاریخ و سرگرمی باشد. اغلب دانش مشترک نیازی به منبع ندارد. دانش مشترک با اطلاعات عمومی تفاوت دارد. روانشناسان اطلاعات عمومی را با عنوان «دانش دارای ارزش فرهنگی تبادل شده میان رسانه‌های غیر تخصصی» تعریف کرده‌اند، و جنبه ای از توانایی مرتبط با هوش محسوب می‌شود. بنابراین تفاوت‌های فردی قابل توجهی میان دانش مشترک و اطلاعات عمومی وجود دارد.